# Cimenterie de Vassy
La cimenterie Gariel de Vassy est un ensemble industriel, créé en 1832 par les frères Gariel, comprenant une fabrique avec ses fours et ses meules des broyeurs ainsi qu'une imposante maison de maîtres et divers logis secondaires.
Le ciment romain de Vassy, découvert en 1828 à Vassy-lès-Avallon (actuel hameau d'Étaule), est une chaux hydraulique (ou ciment prompt) « qui fut employé dans des entreprises considérables, et fit la fortune de la Société », dont Honoré Gariel était le fondateur. Il fut utilisé dans tous les grands travaux parisiens du Second Empire, pour la construction d'ouvrages comme le métro, les égouts, les rénovations haussmanniennes de Paris, des ports, des canaux et autres adductions d'eau. En quinze ans d'exploitation, le site atteint un niveau industriel et emploie plus de 600 personnes.

## Histoire

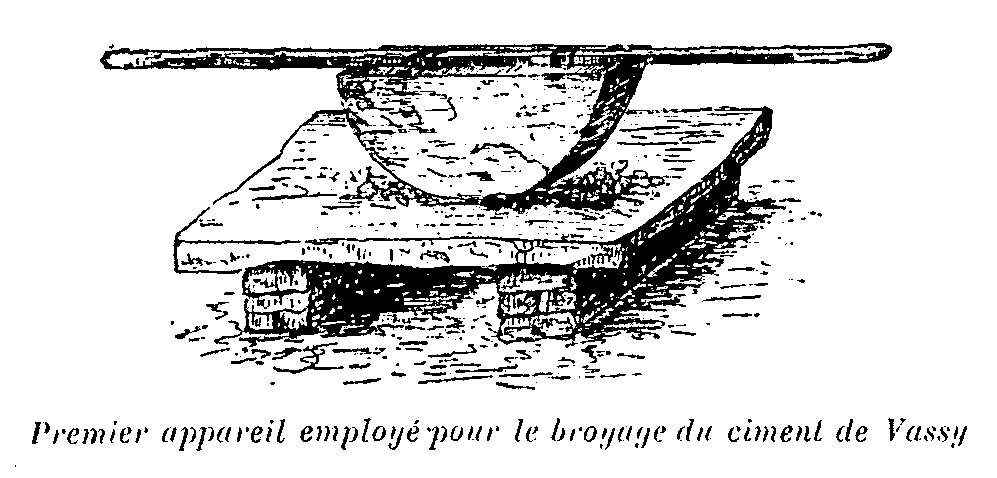
Appareil employé pour le broyage du ciment de Vassy (dessin de Victor Petit)

Honoré Gariel, notaire à Avallon, avait une passion pour la géologie et il découvre en 1828 les vertus d'une roche calcaire bleuâtre trouvée dans les déblais d'un puits très profond, creusé pour chercher une veine de schiste. Après l'avoir cuite et broyée, il eut l'idée d'en faire un mortier en la mélangeant avec de l'eau. Les résultats obtenus furent spectaculaires: sa prise se faisait en quelques minutes, à l'air comme sous l'eau, et sa dureté devenait considérable. Honoré Gariel vend sa charge en 1830 pour produire les premiers sacs de ciment et s'associa en 1832 avec son frère Hippolyte alors marchand d'étoffe et l'ingénieur François Garnier, ancien secrétaire de la sous-préfecture pour exploiter la carrière.
Le succès est considérable car on ne connaissait à l'époque que la chaux grasse qui devait avoir une très large épaisseur pour être solide. Tous les ponts de Paris construits ou réparés utilisèrent à cette époque le Vassy (pont de l'Alma, pont Royal, pont des Invalides, pont d'Austerlitz).
En 1840, il y avait quinze broyeurs actionnés nuit et jour. En 1855, on y utilisa la première machine à vapeur industrielle de l'Yonne, d'une force de 120 chevaux environ.
Éloignée des carrières et mal desservie des voies de transport, elle fut abandonnée en 1885 et reconvertie en ferme. La haute cheminée fut abattue en 1905. 
Le site fait l'objet d'une inscription au titre des monuments historiques depuis le 5 août 2020.